# تاريخ السويد (1523-1611)
تُعد فترة الفاسا المبكرة فترةً في التاريخ السويدي والفنلندي امتدت بين 1523-1611. بدأت هذه الفترة بإعادة احتلال ستوكهولم من قبل غوستاف فاسا ورجاله من حكم الدنماركيين عام 1523، والتي انطلقت شرارتها بحدث يُعرف باسم مجزرة ستوكهولم عام 1520، وتبعه الانفصال السويدي من اتحاد كالمار، واستمرت الفترة بحكم أبناء غوستاف؛ إريك الرابع عشر ويوهان الثالث وابنه سيغسموند وأخيرًا كارل التاسع أصغر أبناء غوستاف. تبع هذا العصر فترة يُشار إليها شعبيًا بالإمبراطورية السويدية أو Stormaktstiden بالسويدية وتعني عصر القوة العظمى.
تميز حكم غوستاف بالإصلاحات السياسية الداخلية والدينية بما في ذلك الإصلاح البروتستانتي، إذ تحول غوستاف إلى البروتستانتية وحجّم ممتلكات وثروة الكنيسة الكاثوليكية ووحد المقاطعات السويدية. عند وفاة غوستاف عام 1650، خلفه إريك أكبر أولاده. كان إريك ذكيًا ومتمرسًا ولكن علاقته بأخيه والنبلاء الآخرين كانت في حالة من التوتر الدائم. انخرط في حروب ضد الدنمارك وروسيا وبولندا ولكنه عانى من فترات من الجنون عام 1567. في عام 1568، خُلع عن العرش وخلفه أخوه يوهان.
هدّأ يوهان الوضع الدولي وعقد السلام، أراد أيضًا الاستعادة الجزئية للكاثوليكية الرومانية ولكن تطبيق الفكرة لم ينجح.
بعد وفاة يوهان عام 1592، خلفه ابنه سيغسموند. كان سيغسموند أساسًا حاكمًا للكومنولث البولندي-الليتواني عن طريق أرثه والدته، وحكم بولندا من 1587 حتى 1632. أسس لوصاية على الحكم واستمر في الإقامة في بولندا. عندما علم بانعقاد مجمع أوبسالا، الذي أعلن السويد ذات عقيدة لوثرية، عاد سيغسموند إلى السويد للاحتجاج، عند عودته للبلاد، وجد أن ريكسداغ الطبقات خلعه عن العرش واستبدله بأصغر أبناء غوستاف فاسا أي عمه كارل التاسع. تلا ذلك حرب أهلية قصيرة خسرها سيغسموند عام 1598، وهرب من البلاد بعدها ولم يعد أبدًا.

## تأسيس سلالة فاسا
في عام 1520، احتُلت ستوكهولم من قبل كريستيان الثاني الدنماركي وحدث مشهد مجزرة ستوكهولم. بحلول عام 1521، تمكن غوستاف إريكسون، وهو رجل نبيل وقريب لـ ستين ستوره الأكبر، من جمع قوات من دالارنا في شمال غرب السويد وبمساعدة من لوبيك الهانزية، بنية هزيمة الدنماركيين. في عام 1521، انتخبه رجاله ليصبح ملكًا عليهم. بدأت حرب التحرير السويدية، واستمرت حتى استعادة ستوكهولم في يونيو عام 1523. وطد غوستاف حكمه ضد مزاعم الدنماركيين.
حدثت الإصلاحات الضريبية في عامي 1538 و1558، إذ بُسطت ووحدت الضرائب المعقدة المتعددة على المزارعين المستقلين في جميع أنحاء المنطقة؛ وعُدلت التقييمات الضريبية لكل مزرعة لتعكس القدرة على الدفع. زادت عائدات ضريبة التاج، ولكن الأهم من ذلك أن النظام الجديد كان يعتبر أكثر عدالةً وأكثر قبولًا. أدت الحرب مع لوبيك عام 1535 إلى طرد التجار الهانزية الذين كانوا محتكرين للتجارة الخارجية. مع وجود رجال الأعمال المسؤولين فيها، نمت القوة الاقتصادية السويدية بسرعة، وبحلول عام 1544، حصل غوستاف على دعم 60 % من الأراضي الزراعية في جميع أنحاء السويد، شيدت السويد في ذلك الوقت أول جيش حديث في أوروبا، مدعومًا بنظام ضريبي معقد وبيروقراطية حكومية. أعلن غوستافوس التاج السويدي موروثًا لعائلته، عائلة فاسا. حكمت عائلته السويد (1523–1654) وبولندا (1587–1668).
بعد وفاة غوستاف، اعتلى ابنه إريك الرابع عشر العرش. تميزت فترة وصايته على العرش بدخول السويد الحرب الليفونية وحرب السنوات السبع الشمالية والعلاقة المشتركة بين تطور مرضه العقلي ومعارضة الأرستقراطية، التي أدت إلى جرائم قتل الستور وسجن أخيه يوهان الثالث، الذي تزوج من كاثرين ياغيلون أخت سيغسموند أوغست البولندي. أدت انتفاضة كبيرة إلى خلع إريك وتنصيب يوهان ملكًا وتلاها توصية ابن يوهان سيغسموند على العرش. لم يستطع سيغسموند، مع ذلك، الدفاع عن العرش ضد الابن الأصغر لغوستاف كارل التاسع.

## الإصلاح
بعد فترة قصيرة من حصوله على السلطة عام 1523، أرسل غوستاف فاسا طلبًا إلى بابا روما لتأكيد تنصيب يوهانس ماغنوس بصفته مطرانًا جديدًا للسويد، ليحل مكان غوستاف ترول، الذي خُلع من مصبه رسميًا من رايسكداغ الطبقات لثبوت تورطه مع الدنماركيين. رفض البابا الطلب مبدئيًا، ولكنه أعطى موافقته بعد عام. كان ماغنوس في منصب بين الملك المؤيد للإصلاح والكنيسة الكاثوليكية. أرسل في مهمة ديبلوماسية إلى روسيا عام 1526 بينما أكمل الملك الإصلاح. سافر ماغنوس إلى روما ورُسِّم كاهنًا عام 1533 لكنه لم يعد إلى وطنه أبدًا.
في ذلك الحين، قمع غوستاف كل حركات النشر الكاثوليكية عام 1526 وأخذ ثلثي العُشر الكنسي من أجل دفع الدين الوطني (الذي يدين به للجنود الألمان الذين ساعدوه للوصول إلى سدة الحكم). في عام 1529، استُدعي إلى اجتماع كنسي في أوريبو. دون قطع العلاقات رسميًا مع روما، أعلن أن كل الطقوس الكاثوليكية هي طقوس شبه رمزية، رغم بقاء ممارستها. كان الدعم الكاثوليكي ما يزال قويًا حول البلاد، وفضل غوستاف التحرك ببطء من خلال نشر التعليم أولًا حول الإصلاح.
أخذت الخطوة الأخيرة عام 1531، عندما أعلن غوستاف فاسا أن لوثوريوس بيتري هو المطران الجديد لأوبسالا والسويد. كتب لوثوريوس وأخوه أولاس وميكائيل أغريكولا في أوسترلاند (الآن في فنلندا) وطبعوا نصوصًا لوثرية خلال العقد اللاحق. بقيت المعارضة قوية، ولم يتجرأ غوستاف أو خلفه إريك الرابع عشر على القيام بإصلاحات جذرية. لم يُقدم قانون الكنيسة اللوثرية الكامل حتى ظهور مرسوم الكنيسة السويدية 1571، المحدد في رايكسداغ عام 1591، وبيان إيمان وضعه مجمع أوبسالا في 1593.

### الثورات الفلاحية
كان على غوستاف أن يواجه ست تمردات فلاحية بين 1525 و1543، لتنتهي عندما سحقهم بحرب داكه. في جميع هذه التمردات برزت القضية الدينية إلى حد كبير، رغم أن الأعباء المالية المتزايدة كانت بلا شك كبيرة، وكان للفلاحين مظالمهم الخاصة إلى جانب ذلك. أثار الاستيلاء بالجملة على ممتلكات الكنيسة وحلّها غضبهم، واحتجوا رسميًا على إدخال العقيدة اللوثرية. أصر الفلاحون على استعادة العادات الكاثوليكية القديمة.

### محاولات لإعادة توحيد الكاثوليك
في ظل حكم إريك الرابع عشر، تابع الإصلاح على ذات الخطوط التي كانت موجودة في ظل حكم والده، مع المحافظة على العادات الكاثوليكية القديمة التي لا تعتبر متعارضة مع الكتاب المقدس. بعد عام 1544، عندما أعلن مجلس ترنت رسميًا أن الكتاب المقدس والتراث متساويان من حيث كونهما مصادر موثوقة لكل العقيدة المسيحية، وأصبح التباين بين التعاليم القديمة والجديدة أكثر وضوحًا؛ وفي عدة دول ظهر حزب وسطي سعى إلى تسوية بالعودة إلى كنيسة الآباء. تأثر الملك يوهان الثالث السويدي، أكثر المتعلمين في عائلة فاسا، وخبير لاهوتي تقريبًا، بتلك الرؤى الوسطية. بمجرد اعتلائه العرش، اتخذ إجراءات لإعادة الكنيسة السويدية إلى الكنيسة الرسولية البدائية والإيمان السويدي الكاثوليكي وأقنع عام 1574 المجمع المجتمع في ستوكهولم لاعتماد نصوص معينة صاغها بنفسه. في فبراير 1575، قُدم مرسوم الكنيسة الجديد، الذي يشابه كثيرًا تعاليم الكنيسة الآبائية، إلى مجمع آخر وقُبل، ولكن بالإكراه. في عام 1576 صدرت شعيرة دينية جديدة على نموذج القداس الروماني، ولكن مع تعديلات كبيرة.